# Justicia campanulata
Justicia campanulata är en akantusväxtart som beskrevs av Raymond Benoist. Justicia campanulata ingår i släktet Justicia och familjen akantusväxter. Inga underarter finns listade i Catalogue of Life.